# ユーリヤ・ティモシェンコ
ユーリヤ・ヴォロディミリヴナ・ティモシェンコ（ウクライナ語: Юлія Володимирівна Тимошенко、発音 [ˈjulijɑ ʋɔlɔˈdɪmɪriʋnɑ tɪmɔˈʃɛnkɔ]、1960年11月27日 - ）は、ウクライナの政治家と実業家。

## 概要
ウクライナ第10代首相、第13代首相。所属政党は全ウクライナ連合「祖国」、政治同盟ユーリヤ・ティモシェンコ・ブロック。
オレンジ革命でヴィクトル・ユシチェンコを支持する女性政治家として注目を集め、好意的な報道が主に欧米諸国で行われた。ウクライナ内で最大の保有財産を持つ資産家としても記録された。
オレンジ革命を共に主導したユシチェンコとはその後政治路線を巡る対立が顕著になり、政界内で孤立していく。2010年には巻き返しを意図して大統領選挙に立候補したが、ヴィクトル・ヤヌコーヴィチ元首相に第一回投票、及び第二回投票の双方で敗れて落選する。敗北後に投票操作による陰謀論を主張し選挙の無効を訴え、法廷闘争に持ち込む構えを見せていたが「裁判所を信用できない」として、結局訴追を取り下げた。
2011年8月5日、ガス資源に関する汚職行為でウクライナ警察に逮捕された。この逮捕に関しては、オレンジ革命を支持してきた欧米諸国から国策捜査とする主張も見られたが、裁判の過程で巨額の国家予算資金横領（2010年12月）を裏付けた証拠が露見したとされている。その後、負傷して病院に移され、腹部や腕に受けた傷を自ら示した写真が公開されるなど、獄中で拷問や暴行を受けている可能性が高いとして西側諸国が圧力を強めた。
2014年2月22日、ヤヌコーヴィチ政権が事実上崩壊し、釈放された。
- ウクライナのヴィクトル・ユシチェンコ大統領（2007年10月18日）
- ロシアのウラジーミル・プーチン大統領（2008年2月20日）
- ポーランドのレフ・カチンスキ大統領（2008年7月14日）
- ドイツのアンゲラ・メルケル連邦首相（2011年3月24日）

## 経歴

### 出自
1960年11月27日に、ウクライナ・ソビエト社会主義共和国、ドニプロペトロウシク州ドニプロペトロウシク市に生まれる。旧姓はグリギャン（grigan）。父はラトビア人のウラジミル・グリギャン、母はロシア人のリュドミラ・テレギナ。父は、ティモシェンコが3歳の時に家庭を捨てている。母とユーリヤ・ティモシェンコ自身はウクライナ正教会 (モスクワ総主教庁系) の信者である。二人ともロシア語で生活し、ティモシェンコがウクライナ語を話せるようになったのは36歳頃になってからだった。旧名はグリギャン (ウクライナ語: Грігян、ラトビア語の名字)で、出身民族はラトビア系ロシア人だが、アルメニア系ユダヤ人との説もある。

### ガスの王女
1979年、彼女は、ソ連共産党の中級党官僚の息子だったウクライナ人オレクサンドル・ティモシェンコと結婚し、苗字を改める。1984年ドニプロペトロウシク国立大学を卒業し、経済学博士の学位を取得した。ウクライナ鉱業大学にも在籍していたが卒業はしていない。
1984年から1988年までは、ドニプロペトロウシクの機械製造工場でエンジニア・エコノミストとして勤務していた。1989年、ペレストロイカの波に乗り、不法コピーされたビデオのレンタルチェーン店「コムソモール」を設立し大いに成功をおさめ、後には私有企業化した。
ソビエト連邦の崩壊後、ティモシェンコは、1990年から1998年までいくつかのエネルギー関連企業を経営した。1991年から1995年まではドニプロペトロウシク周辺の農業関連企業に石油製品を売る会社の重役を務めた。1995年から1997年まで、ウクライナ統一エネルギーシステムの社長。同社は1996年にはロシアからウクライナへの天然ガスの最大の輸入・卸売業者になり「ガスの王女」の通称で呼ばれた。その一方で、脱税の疑いや、ガス貿易に関して不正に手に入れたガスを再販するという不正取引も取りざたされ、ロシアでは指名手配されていた。こうした事業の中で、ティモシェンコはロシアのガス・石油大手のガスプロムと関係を深め、同じ時期に、パーヴェル・ラザレンコやレオニード・クチマ大統領など、ウクライナ政界の主要人物（その多くは彼女と同じくドニプロペトロウシクを基盤としていた）との関係を深めている。

### 政治家へ
1996年に政治家に転身し、キロヴォフラード州補選において92.3％の驚異的な得票を獲得し、国会議員に選出された。1998年に再選、2002年に三選された。1998年議会の予算委員長。1999年から2001年まで、ユシチェンコ内閣で副首相（燃料エネルギー部門担当）となる。副首相としては、電力市場取引を近代化させ、電力産業から国庫収入を増加させた。
しかし、2001年2月、統一エネルギーシステム社長時代の文書偽造・ロシア産天然ガスの密輸入の容疑で逮捕された。数週間後に嫌疑不十分で釈放されるが、ティモシェンコは、経済改革によって打撃を受ける石炭産業界と癒着していたレオニード・クチマ大統領がでっち上げたものであると主張した。一方でティモシェンコ自身も寡頭資本家の一人であり、財産が不当に獲得されたものであることが示唆されている。

釈放後、野党に転じ、立場を中道・民族主義にシフトして政治ブロック「ユーリヤ・ティモシェンコ・ブロック」を結成し代表となった。クチマ大統領が関与を指摘されるジャーナリストのヘオルヒー・ホンハーゼの殺害事件では、最も率直にクチマを攻撃した一人となる。2002年のウクライナ議会選挙では、ティモシェンコ・ブロックは投票率7.2%を獲得し、第三党と健闘した。2004年クチマ大統領の任期満了に伴うウクライナ大統領選挙ではユシチェンコを支持した。このオレンジ革命を報じた各国のメディアはティモシェンコを「オレンジ革命のジャンヌ・ダルク」と比喩した。

### オレンジ革命以後
2005年1月24日、ティモシェンコはユシチェンコ大統領によって首相代行に指名された。ユシチェンコは閣僚名簿を議会に提出し、与野党の交渉の結果、2月4日に373票（承認に必要な投票数226）の圧倒的多数の賛成によって承認され、正式に首相に就任した。首相在任中は、大衆迎合的な言動が目立ち、ティモシェンコ派による工場乗っ取り事件などもあり、国民の反発を買っていた。また、オレンジ革命で共闘したユシチェンコと対立した。そのため、2005年9月8日にユシチェンコ大統領によって首相を解任される。
2006年3月、ウクライナ最高会議の選挙では前回の選挙の三倍近くの票を獲得し、第二党に躍進する。ウクライナ最高会議でのユシチェンコ派の与党「われらのウクライナ」の惨敗を受け、首相への返り咲きを狙っていたが、2006年7月9日、ヴィクトル・ヤヌコーヴィチ率いる地域党と社会党、共産党の3政党が連立与党を組む合意によって阻止され、ヤヌコーヴィチの首相就任を許した。
2007年9月に行われた議会選挙では、ティモシェンコ・ブロックは前回よりも議席数を伸ばし、盟友のユシチェンコ率いる「われらのウクライナ」とあわせて議会の過半数を獲得。同年12月18日、首相に返り咲いた。2008年1月にはソ連時代の貯蓄銀行の個人資産への補填を実施し、支持率を飛躍的に高める。しかし大統領の権限を制限する一連の法案を提出したことで、大統領側と対立を深めることになった。さらに同年8月からの南オセチア紛争以降は、グルジア寄りの姿勢を採らず、外交上でも大統領側との立場の違いが明確化した。そして同年9月16日、ユシチェンコ与党「われらのウクライナ」が連立政権から離脱した。同年10月1日にティモシェンコはユシチェンコがグルジアへ武器を提供していたと告発した。翌10月2日にロシアを訪問、首相のウラジーミル・プーチンと会談し、天然ガス輸入価格の抑制をとりつけることに成功した。その後、大統領との対立は同年12月9日にユシチェンコ、ティモシェンコ、そしてウクライナ最高会議議長のリトビンの三派による連立政権が樹立されたことで一応の決着をつけた。
2009年3月25日に来日。

### 大統領選出馬
2010年の大統領選挙に立候補し、干支に因んだ白虎を陣営のシンボルとして選挙活動を行った。1月17日に行こなわれた第1回投票の結果約25％の得票率で2位となり、2月7日の決選投票に臨んだが、ヤヌコーヴィチを上回る票は得られなかった。すると14日にティモシェンコは選挙で不正が行われたと主張、法廷闘争に持ち込む意向を表明し、16日にはウクライナ最高行政裁判所に提訴した。しかし20日になって「提出した（不正選挙の）証拠が形式的にしか審理されないのでは、法廷闘争を続ける意味がない」として結局訴えを取り下げた。
その後も首相の任には留まり辞任を拒否していたが、3月3日に首相不信任決議案が議会で可決されるに至って総辞職を余儀なくされ、ここにティモシェンコは事実上失脚した。

### 裁判
ティモシェンコは2010年12月20日、首相時代の2009年に温室効果ガスの排出取引で日本などから得た金を本来の環境対策ではなく、年金支払いの穴埋めに流用していたとして、最高検察庁に起訴された。
2011年8月5日、ロシアとのガス契約に関する職権乱用事件を巡り、ウクライナ当局はティモシェンコを審理妨害の疑いで逮捕した。ティモシェンコ側は容疑を否認している。
ザ・モスクワ・タイムズは、この逮捕劇はヴィクトル・ヤヌコーヴィチ前大統領がティモシェンコの失脚を狙って仕組んだものであるとの観測を伝えている。しかし拘置所生活に疲弊しつつも、支持者に対して気丈に振る舞う姿を見せるティモシェンコにより、裁判は逆にティモシェンコによる支持者への格好のショーの場となっているとも同紙は指摘している。EUと米国は裁判の行方に関心を示し、ティモシェンコの拘置所からの釈放を希望する旨を発表。ロシア連邦は、ティモシェンコ時代に結ばれたガス契約が無効とされることに抵抗しており、裁判に反対する意向を発表した。
2011年10月1日、キエフの地区裁判所は職権乱用を認定、禁錮7年と賠償を命ずる判決を出した。
2013年1月18日、ウクライナ最高検は、1996年に同国で起きた実業家射殺事件の首謀者として殺人罪で起訴する。

### 政界復帰への模索
ヴィクトル・ヤヌコーヴィチ大統領は、2013年10月18日までにティモシェンコをドイツでの病気治療を名目に事実上釈放する方針を固めた。2013年11月にヤヌコーヴィチが欧州連合との政治・貿易協定の調印を見送ったことでウクライナ国内は親欧米派による反政府運動が勃発し（ユーロマイダン）、2014年2月22日にヴェルホーヴナ・ラーダ（最高議会）はヤヌコーヴィチの大統領解任と大統領選挙の繰り上げ実施を決議。ティモシェンコは釈放され、大統領選挙へ出馬する意向を表明した。5月25日に投開票された大統領選挙での獲得票は12.81％にとどまり、54.70％獲得したペトロ・ポロシェンコに敗れた。2019年大統領選挙にも出馬したが、同年3月31日投開票の第1回投票では第3位にとどまり、決選投票に進めなかった。
2022年ロシアのウクライナ侵攻が起きると国内に留まり、戦争被災者の支援を行っている。
2022年7月に来日し、小池百合子東京都知事と会談。避難民に対する東京都の支援に感謝を表明した。
2023年1月27日、新年の休暇をドバイで過ごしていたことが「ウクラインスカ・プラウダ」紙に写真付きで報じられ、批判を浴びた。

## 家族
- 祖父（父）：アブラム・カピテリマン（Абрам Кельманович Капітельман；1914年-1944年）。アルメニア人（ユダヤ系との説あり）。
- 祖母（父）：マリヤ・フリヒャン（Марія Йосипівна Григян；1909年-）。アルメニア人。
- 父：ヴォロディミル・フリヒャン（Володимир Абрамович Григян；1937年-）。
- 母：リュドミラ・テレヒナ（Людмила Миколаївна Телегіна；1937年-）。ロシア人。
- 弟：ヴォロディミル・フリヒャン（Володимир Володимирович Грігян；1969年-）。
- 夫：オレクサンドル・ティモシェンコ（Олександр Геннадійович Тимошенко；1959年-）。ウクライナ人。
- 娘：イェウヘニヤ・カール（Євгенія Олександрівна Карр；1980年-）。
- 娘婿:ショーン・カー（Sean Carr；1968年-）。イギリス人。

## 髪型

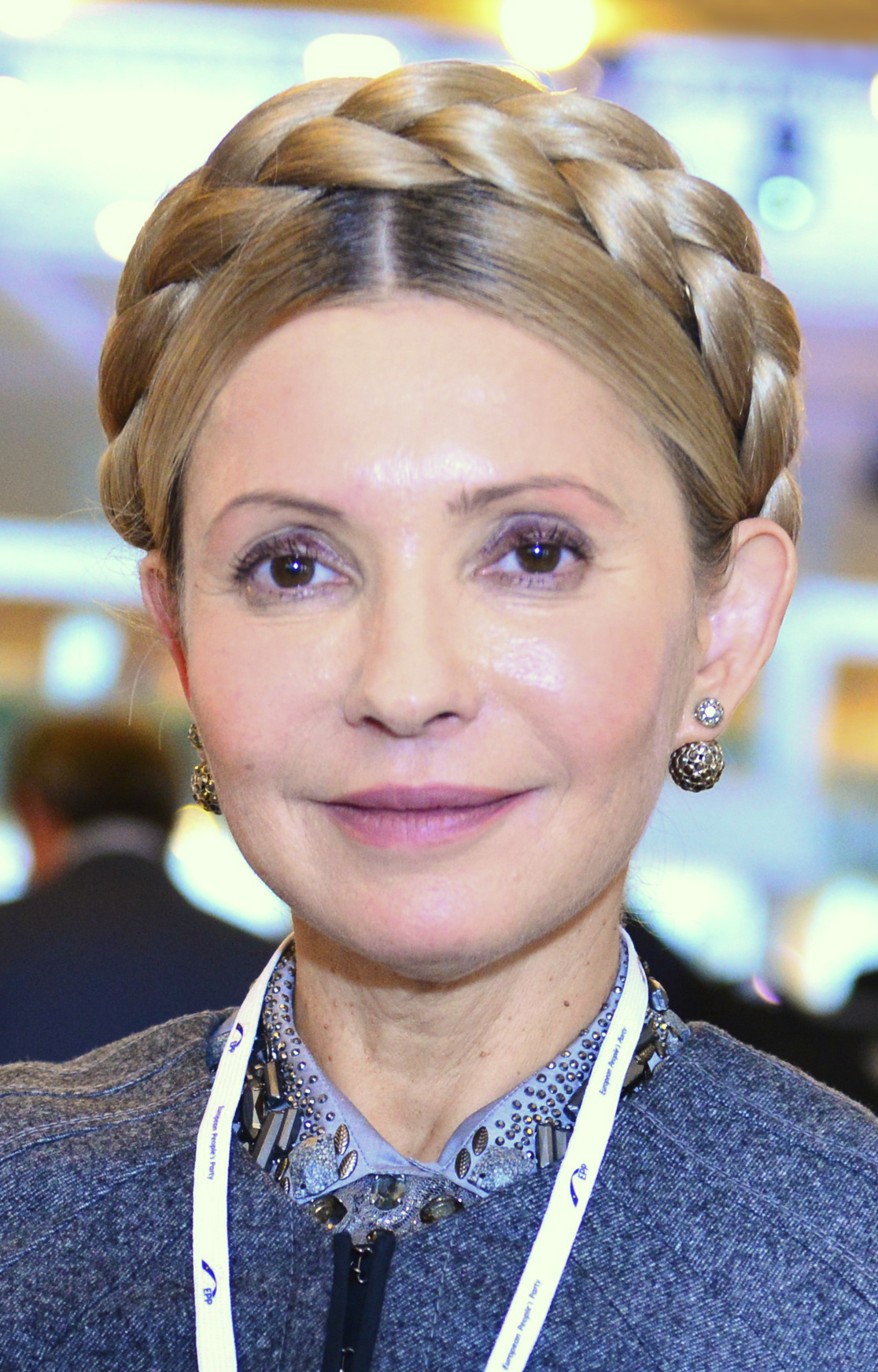
トレードマークの髪型（2015年）

ウクライナ人女性の伝統的な髪型である三つ編みを巻いた金髪をトレードマークとするが、地毛は黒。